# Pacemakerceller
Pacemakerceller är de specialiserade hjärtmuskelceller som kan generera spontana depolarisationer med en viss rytmicitet. I hjärtat finns det tre vävnader som har denna funktion; Sinusknutan, AV-knutan samt purkinjefibrerna. Var och en av dessa genererar aktionspotentialer med jämna mellanrum. Snabbast är Sinusknutan, därefter AV-knutan och långsammast är purkinjefibrerna. Det snabbaste området styr depolarisationstakten i hela retledningssystemet. Därför är det så att om ett snabbare område skadas tar nästa över. 
Intrinsisk depolarisationstakt skiljer mellan områdena (förutsatt att ingen sympatisk eller parasympatisk signalering påverkar):
- SA-knutan depolariseras med en takt av 80-100 aktionspotentialer per minut.
- AV-knutan depolariseras med en takt av cirka 40 aktionspotentialer per minut.
- Purkinjefibrera depolariseras med en takt av cirka 20 aktionspotentialer per minut, eller mindre.

## Hjärtmuskelcellernas aktionspotential
Pacemakerceller har tre jonkanaler:
- Natriumjonkanaler:
  - Snabba natriumjonkanaler (som dock inte påverkar pacemakercellens rytmgenerering, eftersom vilopotentialen är för hög för att de ska vara aktiva)

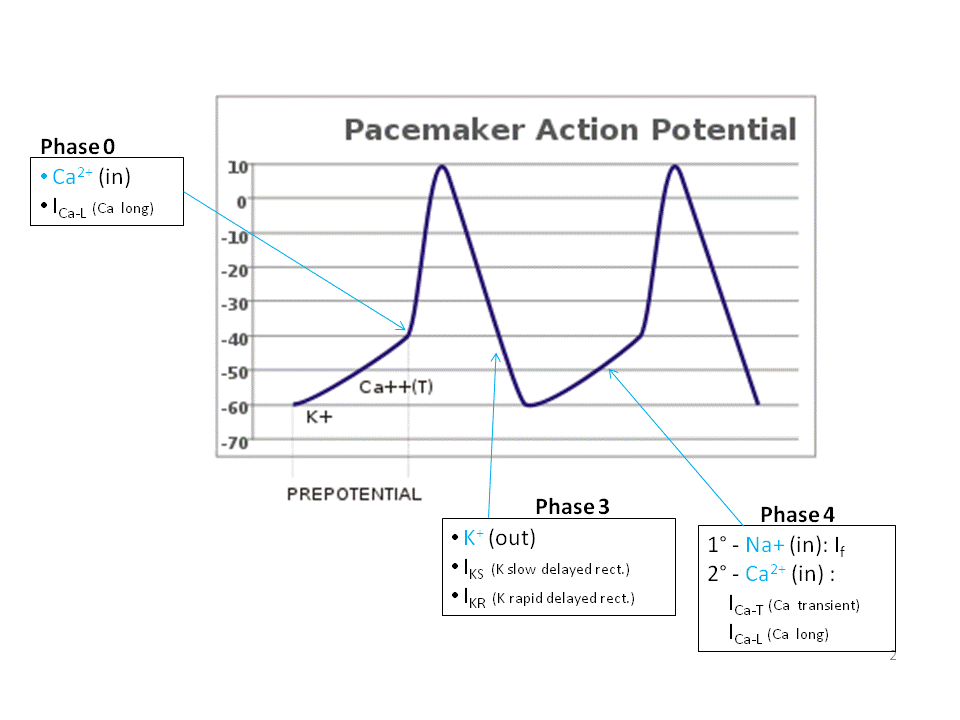
De olika faserna av pacemakercellernas aktionspotential

  - Långsamma natriumjonkanaler
- Kalciumjonkanaler
- Kaliumjonkanaler

### Pacemakercellernas aktionspotential
Aktionspotentialen indelas i tre steg, som är analoga till andra hjärt-muskelcellers kontraktion, med skillnaden att den bara indelas i tre steg. Dessa tre steg heter samma sak som motsvarande steg i annan hjärtmuskelkontraktionen, varför förvirring lätt uppstår.

#### Steg 1
Skillnaden mellan pacemakerceller och skelettmuskelceller är att pacemakerceller långsamt depolariseras av sig själva. Detta sker genom ett konstant lågt inflöde av Na+ och Ca2+-joner, samtidigt som utflödet av K+-joner minskar under repolarisationsfasen. Detta leder till att tröskelpotentialen (runt -40 till -50 mV) för depolarisering till sist uppnås. 

#### Steg 2
Steg 2 är den snabba depolariseringsfasen, då membranpotentialen snabbt når upp till runt +50 mV, genom att spänningskänsliga Ca2+-kanaler öppnas så att kalciumjoner kan strömma in i cellen från sarkoplasmatiska retinaklet.

#### Steg 3
I steg 3 stängs Ca2+-kanalerna igen och K+-kanalerna öppnas. Kaliumjonerna kommer då att strömma ut ur cellen, nedför koncentrationsgradienten, så att cellen repolariseras. Na+/K+-ATPas (Natrium-kaliumpumpen) kommer därefter att återställa jonbalansen mellan natrium och kalium. Ca2+-pumpar börjar att pumpa tillbaks de intracellulära kalciumjonerna in i sarkoplasmatiska retinaklet. Cellen återställs till sin vilopotential, och cykeln börjar om igen.